# Вилла Леопольда

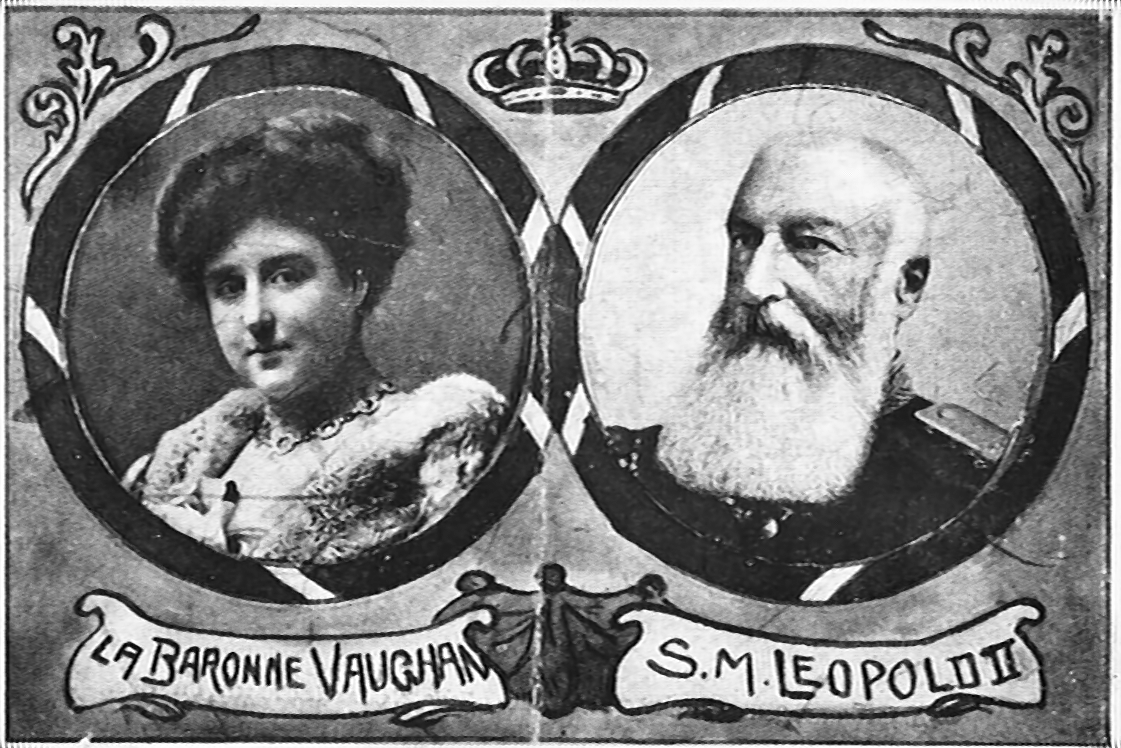
Леопольд II и Каролина Лакруа

Ла-Леопольда (La Leopolda) — вилла в районе Сен-Жан-Кап-Ферра города Вильфранш-сюр-Мер на Лазурном берегу, выстроенная в 1902 году бельгийским королём Леопольдом II для своей фаворитки (и будущей жены) Каролины Лакруа по прозвищу «королева Конго». Официально признана во Франции памятником истории.
Вилла расположена на холме, который огибают проспект Леопольда II и бульвар Эдуарда VII. После смерти короля Леопольда его племянник Альберт I добился выселения Лакруа из особняка. В годы Первой мировой войны вилла была приспособлена под военный госпиталь. Впоследствии ею владели:
- графиня де Бошан (1919-29);
- архитектор Огден Кодмэн[англ.] (1929-51), разбогатевший на подрядах Рокфеллеров и Вандербильтов; он частично перестроил поместье;
- канадский финансист Айзек Киллэм[англ.] (1950-е);
- итальянский промышленник Джанни Аньелли (до 1988);
- банкир Эдмонд Сафра[англ.] (с 1988), после его гибели в 1999 виллу унаследовала вдова, Лили Сафра[англ.][1].

В 1948 году на вилле снимался фильм о балете «Красные башмачки». Вилла также показана Хичкоком в комедии «Поймать вора», действие которой происходит на Ривьере. Во время съемок этого фильма актриса Грейс Келли познакомилась с будущим мужем — князем Ренье III.
Накануне мирового экономического кризиса, в августе 2008 года, появились сообщения о покупке российским олигархом Михаилом Прохоровым виллы за рекордную для частной жилой недвижимости сумму в 496 миллионов евро. Прохоров впоследствии опроверг информацию о приобретении виллы; за отказ от сделки ему пришлось уплатить Лили Сафра солидное отступное.